# Monarchisme en France
Pour un article plus général, voir Monarchisme.
Le monarchisme français est l’ensemble des courants politiques visant au retour ou au maintien, selon les époques, d’un régime monarchique à la tête de la France. Cela englobe donc le royalisme, mais aussi les courants favorable à un empire comme le bonapartisme.

## Les différents régimes monarchiques en France
Après l’effondrement de l’Empire carolingien en 888, le royaume de France (d’abord appelé Francie occidentale) évolue vers une monarchie féodale, où le pouvoir du roi est délégué à des vassaux, qui, en échange de leur fidélité et de services rendus au roi, ont en leur possession, et de façon héréditaire, des portions du royaume. Qui plus est, elle est aussi élective car les grands du royaume élisent, depuis 888, l’un d’entre eux roi à titré viager. Le pouvoir royal y est donc considérablement réduit puisque le roi dépend de ces grands nobles pour l’exercice de son pouvoir. Ainsi, chaque seigneur du royaume constitue sur son territoire une forme de pouvoir monarchique : duché, comté, marquisat, baronnie, seigneurie.
L’hérédité se met cependant en place peu à peu durant la période des Capétiens directs (987-1328), puis se codifie définitivement avec la loi salique, qui établit la primogéniture mâle, lors des successions de Louis X (1316), puis de Charles IV (1328). De même, la sacralité du roi se renforce, notamment sous Saint Louis, dont le prestige déteint sur ses descendants, et qui codifie le sacre royal dans son ordo. La légitimité du roi a un fondement religieux, c’est une monarchie de droit divin.
À partir des Bourbons, le domaine royal couvre l’ensemble du royaume, rendant les titres de noblesse purement honorifiques. Le régime devient une monarchie absolue, c’est-à-dire que le pouvoir royal s'affranchit des contre-pouvoirs (parlement, États Généraux, etc.), et effectue une centralisation politique et militaire. L’historiographie a également eu tendance à privilégier le concept de « monarchie administrative », forgé pour rendre compte des mutations profondes qui affectent le gouvernement et l'administration du royaume de France à l'époque moderne, et notamment à partir du XVIIe siècle, introduisant un « changement de perspective dans la gestion de l'État » (B. Barbiche). Puis la Révolution Française donne naissance à une éphémère monarchie constitutionnelle et parlementaire (1790-1792 avec Louis XVI), qui renaît à la Restauration (1814-1830 avec Louis XVIII et Charles X) et la monarchie de Juillet (1830-1848 avec Louis-Philippe Ier). Les régimes impériaux (1804-1814, Premier Empire ; 1852-1870, Second Empire) sont des régimes césaristes, même si le second appuie sa légitimité sur l’approbation populaire par des plébiscites.

## Courants monarchistes français
L'histoire de la monarchie française, marquée par des changements dynastiques, conduit aujourd'hui à une diversité des courants monarchistes. Il y a les courants royalistes :
- les légitimistes, partisans de la maison capétienne de Bourbon (descendant de Louis XIV), dirigé aujourd'hui par le duc d'Anjou Louis de Bourbon, alias « Louis XX » ;
- les orléanistes, partisans de la maison d'Orléans (descendant de Philippe d'Orléans, frère cadet de Louis XIV), dirigé aujourd'hui par le comte de Paris Jean d'Orléans alias « Jean IV » ;

Et il y a un courant dit « impérial » :
- les bonapartistes, partisans du rétablissement d’un régime impérial avec à sa tête la maison Napoléon, descendant de Jérome Bonaparte, frère cadet de Napoléon Ier), dirigé aujourd'hui par Jean-Christophe Napoléon alias « Napoléon VII ».

Chacun de ces courants se rattache à un régime politique français du XIXe siècle : la Restauration (1814-1830) pour le légitimisme, la monarchie de Juillet (1830-1848) pour l’Orléanisme et les 1er (1804-1815) et 2nd Empires (1852-1870) pour le bonapartisme.
Il était autrefois d'usage de considérer les légitimistes comme des monarchistes conservateurs (par référence à la ligne politique suivie par Charles X) et les orléanistes comme des monarchistes libéraux (en référence à la politique de Louis-Philippe Ier) ; cette classification doit tout de même être entendue avec réserves, surtout durant le XXe siècle : l'Action française, antiparlementaire, est orléaniste et elle draina longtemps (jusqu'à la Seconde Guerre mondiale) la majorité des monarchistes français (et a contrario, un des prétendants légitimistes, le comte de Montizón, était ouvertement libéral, et son petit-fils le duc d'Anjou et de Madrid fut considéré comme « cosmopolite et même ‘libéral’ » par une grande partie de ses partisans). Au XXIe siècle, le prétendant légitimiste au trône de France, Louis Alphonse de Bourbon, a renoué avec la tradition ultra-conservatrice en manifestant à maintes occasions ses sympathies pour le parti espagnol d'extrême-droite Vox et l'organisation ultra-catholique Hazte Oír,.

### Summa divisio: légitimistes et orléanistes
La division entre les monarchistes français trouve son fondement dans les avatars de la succession au trône de France.
À la mort en 1883 d'« Henri V », comte de Chambord, petit-fils de Charles X et dernier Bourbon de la branche aînée, les monarchistes se divisèrent en deux courants :
- une minorité de légitimistes refusa de se rallier au prétendant orléaniste d'alors, « Philippe VII », comte de Paris, petit-fils de Louis-Philippe Ier, roi des Français et ils reportèrent leur fidélité salique sur la nouvelle branche aînée des Bourbons, la branche dite des « Bourbons d'Espagne » (Bourbon-Anjou). Depuis lors, ils reconnaissent l'aîné de ces derniers comme prétendant au trône de France, aujourd'hui « Louis XX », duc d'Anjou, chef de la maison de Bourbon et aîné des descendants légitimes en ligne masculine d'Hugues Capet, et dont le père était cousin germain aîné de Juan-Carlos Ier d'Espagne.
- la majorité des anciens légitimistes rejoignit les rangs des orléanistes, partisans de la branche cadette d'Orléans, descendante de Louis XIII, roi de France, branche dont l'un des membres, à savoir Louis-Philippe Ier, roi des Français était déjà monté sur le trône, et arguèrent d'une légitimité dynastique de « Philippe VII » (et non « Louis-Philippe II » comme le souhaitaient certains orléanistes partisans de la monarchie de Juillet). Les orléanistes se rangent aujourd'hui derrière l'aîné des descendants du frère de ce dernier, « Jean IV », chef de la maison d'Orléans.

Entre 1886 et 1950, les familles de prétendants ont été visées par la loi « d'exil » du 22 juin 1886, interdisant notamment l'entrée et le séjour sur le territoire français aux chefs des familles ayant régné en France (Bourbons, Bonaparte et Orléans) et à leurs fils aînés et le service dans les armées françaises auxdites familles. Plusieurs générations de prétendants ont ainsi vécu en exil.

### Querelles dynastiques
Selon les orléanistes, les Orléans, qui portèrent à partir de 1709 le titre honorifique de premier prince du sang, sous l'Ancien Régime et la Restauration, seraient les seuls prétendants possibles au trône de France. En effet, les Bourbons « d'Espagne », descendants de Philippe de France, duc d'Anjou, sont exclus, selon les orléanistes, de la succession à la suite de la renonciation dudit duc d'Anjou au trône de France pour lui-même et ses descendants, partis régner sur l'Espagne. Ils ajoutent que ces princes, devenus étrangers « sans esprit de retour », seraient affectés d'un « vice de pérégrinité ».
Les légitimistes arguent, quant à eux, d'une inconstitutionnalité des clauses des traités d'Utrecht imposant à Philippe de France de renoncer à ses droits sur le trône de France pour lui-même et ses descendants ; en effet, lesdites clauses seraient en contradiction avec la loi d'indisponibilité de la couronne (interdisant notamment au souverain de désigner ses successeurs) et la règle de succession par ordre de primogéniture mâle. Ils contestent l'existence d'un principe de nationalité dans l'ancien droit et soulignent que plusieurs de nos rois étaient déjà souverains d'un autre pays au moment de leur avènement au trône de France, dont notamment Henri IV, ancêtre commun aux deux branches.

## Courants minoritaires

### Providentialisme
Certains sont adeptes d’un courant « providentialiste » qui s'en remet à Dieu pour savoir qui doit être Son lieutenant sur le trône de France. S’appuyant en partie sur des prophéties non reconnues par l'Église catholique, cette vision quasi-apocalyptique espère le salut de la France et de l'Église par un Saint Pape et par un roi glorieux appelé Grand Monarque. Ce courant a été fondé le 25 août 1988 par Alain Texier en l'Abbaye Notre-Dame de Fontevraud (Charte de Fontevrault) ; il est notamment repris par le marquis de la Franquerie.

### Survivantisme
Également, nombreux sont ceux qui croient à l’éventualité d’une survie de Louis XVII, qui est mort le 8 juin 1795, à l'âge de dix ans, dans la prison du Temple, et à la suite de près de trois ans de captivité. Ainsi, durant le XIXe siècle, divers prétendus Louis XVII se manifestent : le plus célèbre est Karl-Wilhelm Naundorff (mort le 10 août 1845), qui se manifeste dès 1812, réussit à convaincre plusieurs personnes qu'il est vraiment Louis XVII. Ses descendants ne cessent ensuite de défendre sa cause, mais les récentes analyses ADN ont réduit à néant les prétentions des « survivantistes ». On peut aussi citer Jean-Marie Hervagault, le prétendu baron de Richemont, Charles de Navarre, dit Mathurin Bruneau, Bourlon, Fruchard, Marassin, Mèves, Junt, Eliézer Williams, Varney, Ligny de Luxembourg, Gruau, La Roche…

## Histoire du monarchisme en France

### Durant la révolution et l’Empire

#### Révolution
Après la proclamation de l’Assemblée Nationale Constituante, en juillet 1789, par des députés des États-Généraux, des débats ont lieu, d’août à septembre, sur l’évolution du régime politique français : les députés favorables au maintien du pouvoir du roi se sont placés à la droite du président de l'assemblée et les partisans d'une limitation de ses pouvoirs, à sa gauche. Cette division gauche/droite va se pérenniser en France et dans le reste du monde. En 1791, L’Assemblée nationale législative, parmi divers groupes politiques, il y a les feuillants qui sont des monarchistes modérés. La monarchie française passe durant cette période de l’absolutisme à un régime constitutionnel.
Dès 1789, de nombreux nobles craignant les troubles du pays émigrent vers l’étranger ; parmi ces émigrés, il y a les frères du roi, les comtes de Provence et d’Artois. Ils forment, dans le Saint-Empire, des armées qui visent à reconquérir la France mais qui se dissolvent après quelques années, ou rejoignent des armées étrangères.
Après la proclamation de la République (août/septembre 1792) et la mort du roi (janvier 1793), le soutien du roi est principalement exprimé par des insurrections dans tout le royaume, mais surtout dans l’Ouest (Vendéens, Chouans…) et à Paris (insurrections de l’an III et de l’an VIII). Est alors considéré comme roi le fils de Louis XVI, dit Louis XVII, et son oncle le comte de Provence se proclame Régent. Ont également lieu de nouvelles défections, comme celle de Lafayette, qui quitte son commandent militaire (l’Armée du Nord) et émigre. Lorsqu’en 1795 le fils de Louis XVI, surnommé Louis XVII, meurt, le comte de Provence se proclame roi sous le nom de Louis XVIII, voulant maintenir la continuité dynastique capétienne.
Après la chute du Comité de Salut Public et de Robespierre, le 9 thermidor an II (27 juillet 1794), la convention reprend le pouvoir dans un contexte d’aspiration à la stabilité et à l’ordre. Ainsi, est alors fondé le Club de Clichy, qui rassemble des députés républicains modérés et des monarchistes. Avec la mise en place du régime du Directoire, le 4 brumaire an IV (26 octobre 1795), le club gagne en importance ; il est cependant fermé au lendemain du coup d'État du 18 Fructidor (4 septembre 1797).

#### Napoléon
Dès 1790, des penseurs comme Sieyès veulent terminer la Révolution, et cherchent pour cela un général, qui prendrait le pouvoir et rétablirait l'ordre, en gardant les acquis révolutionnaires. Plusieurs généraux sont pressentis (Hoche qui meurt en septembre 1797 ; Joubert, qui est tué en août 1799 ; Moreau qui refuse ; Bernadotte, Masséna, et Brune qu’il juge cependant trop liés aux jacobins) mais c’est finalement Bonaparte qui, en raison de ses succès militaires et de son charisme, est retenu. Après le coup d'État du 18 Brumaire, en novembre 1799, ce dernier renforce son pouvoir jusqu’à se proclamer Empereur des Français en 1804, donnant naissance à un régime monarchique d’un genre nouveau. Il recrée une noblesse dite « d’Empire », et met en place des institutions majeures dans le pays : lycées, Code civil français, écoles militaires, etc.

### De Louis XVIII à Napoléon III

#### Restauration
La chute de Napoléon, en 1814, voit le retour de la royauté avec la prise de pouvoir de Louis XVIII, qui promulgue alors une Charte constitutionnelle. Cependant, le bonapartisme subsiste alors chez une poignée de pamphlétaires et surtout dans l’administration et l’armée, ce qui permet le retour de Napoléon au pouvoir, durant cent jours en 1815. Apparaît durant cette courte période un bonapartisme jacobin (rejet de l’Ancien Régime et du clergé, défense des libertés, patriotisme…) qui penche plus à gauche. Cependant, Napoléon est rapidement vaincu et exilé, et les Bourbons retournent sur le trône. 
Sous leur régime, appelé Restauration, coexistent plusieurs tendances royalistes : les plus radicaux, dits ultra-royalistes, souhaitant le retour à l’ancien régime, donc « plus royalistes que le roi » Louis XVIII, dont l’ouverture aux innovations révolutionnaires leur paraît néfaste ; les modérés, dits « royalistes constitutionnels » ou « doctrinaires », menés par Royer-Collard, et appuyant la politique modérée du roi et se réclament de la Charte de 1814. L’attentat contre le duc de Berry et l’arrivée sur le trône de Charles X en 1824 sont pour les ultras une victoire. Le bonapartisme, désormais dans l’opposition, se maintient grâce à la publication du Mémorial de Sainte-Hélène, en 1823, et chez les anciens soldats de la Grande Armée.

#### Monarchie de Juillet
Après la révolution de 1830 se met en place la monarchie de Juillet, plus libérale, et Louis-Philippe d’Orléans, cousin des Bourbons, devient roi des Français. L’avènement de ce nouveau régime fait passer les ultras dans l’opposition, puisqu’ils se rallient en majorité au légitimisme, c’est-à-dire qu’ils restent fidèles à la branche aînée des capétiens — donc à Charles X (mort en 1836), puis, au comte de Marnes, dit Louis XIX (mort en 1844), et au comte de Chambord, dit Henri V (mort en 1883). Ils forment un réseau de sociétés secrètes et expriment surtout une résistance de l'aristocratie rurale face à la société industrielle émergente.
Les partisans du régime en place sont les orléanistes, issus surtout des royalistes constitutionnels et doctrinaires, et se divisent en deux partis : celui du Mouvement (vers la démocratie), s’appuyant sur la petite bourgeoisie, et considérant que l’obtention de libertés doit se prolonger (extension du droit de vote), il deviendra la « gauche dynastique » ; celui de la Résistance (au mouvement), soutenu par des journaux comme le Constitutionnel ou le Journal des débats, constitué de libéraux soucieux de défendre les intérêts de la bourgeoisie.
La cause impériale, depuis la mort du fils de Napoléon, dit Napoléon II, en 1832, est défendue activement par son cousin Louis-Napoléon, neveu de l’Empereur par son père Louis. Il s’active pour se rapprocher du pouvoir par : des tentatives de coup d'État qui échouent (Strasbourg en 1836, Boulogne-sur-Mer en 1840), des publications d’écrits politiques (De l'extinction du paupérisme en 1840), et son évasion du fort de Ham (1846), où il était enfermé depuis 1840.

#### Second Empire
En 1848, la monarchie de Juillet est renversée et remplacée par la deuxième république. Louis-Napoléon Bonaparte, qui se présente à l’élection présidentielle, est élu. Par un coup d’État (1851) et par deux plébiscites (1851-1852), il met en place le Second Empire, autoritaire mais reposant sur l’approbation du peuple par le suffrage universel. Il connaît deux périodes distinctes : l'Empire autoritaire de 1852 à 1860, puis l'Empire libéral, de 1860 à 1870, date de l’effondrement du régime à la suite de la défaite face aux États allemands.
Durant cette période, le prétendant légitimiste Henri d'Artois entretient des liens réguliers avec les représentants du parti légitimiste en France. À partir de 1862, il fait connaître ses positions et son projet politique par des manifestes adressés aux Français : « alliance si désirée d'une autorité forte et d'une sage liberté », décentralisation administrative et politique, intérêt pour la question sociale…

### Le monarchisme après 1870

#### Échec d’une troisième Restauration
Après la chute du Second Empire et la proclamation de la Troisième République en septembre 1870, le rétablissement de la monarchie semble probable. L'Assemblée nationale de la Ire législature, est en effet composée en grande partie de députés royalistes, et les deux prétendants royalistes Henri d'Artois, comte de Chambord, et Philippe d'Orléans, comte de Paris, semblent sur le point de se mettre d’accord : pour certains, le nouveau roi serait Henri d'Artois (dont l'héritier est le comte de Montizón) et à sa mort, n’ayant pas d’enfants, le comte de Paris lui succéderait. Mais Henri d'Artois n'accepte de revenir qu'avec le drapeau blanc d'Henri IV, symbole de la monarchie, et exige la disparition du drapeau tricolore de Louis-Philippe. L’opinion publique s’enflamme alors et fait échouer cette tentative.
En attendant la mort du comte de Chambord qui, toujours selon certains, débloquerait la situation, les députés royalistes établissent le septennat comme durée du mandat du président de la République et élisent le maréchal royaliste Patrice de Mac Mahon à ce poste. Pendant la IIe législature (1877-1881), les orléanistes sont représentés par 11 députés (soit 2,1 %), les légitimistes par 44 députés (soit 8,4 %), et les bonapartistes du parti Appel au Peuple obtiennent 107 députés, laissant une majorité aux républicains. Ainsi, en 1879, Mac-Mahon est contraint de démissionner, et la chambre des députés le remplace par Jules Grévy ; il n'est alors plus question de rétablir la monarchie. La même année, la mort du prince impérial affaiblit le mouvement bonapartiste.

#### Monarchisme affaibli face aux républicains
En 1881 a lieu la formation d’une Union des droites coalisant tous les monarchistes sous la direction d'un déçu du bonapartisme, le baron de Mackau.
À la mort en 1883 d'« Henri V », comte de Chambord, petit-fils de Charles X et dernier Bourbon de la branche aînée, les monarchistes se divisent en deux courants :
- la majorité des anciens légitimistes rejoint les rangs des orléanistes, partisans de la branche cadette d'Orléans, qui descend de Louis XIII, et argue d'une légitimité dynastique de « Philippe VII », le comte de Paris et petit-fils de Louis-Philippe Ier.
- une minorité de légitimistes refuse de se rallier à ce prétendant ; ils se rallient donc, selon la loi salique à la nouvelle branche aînée des Bourbons, dite des « Bourbons d'Espagne » (Bourbon-Anjou).

À partir de 1886 et jusqu’en 1950, les familles de prétendants ont été visées par la loi « d'exil » du 22 juin 1886, interdisant notamment l'entrée et le séjour sur le territoire français aux chefs des familles ayant régné en France (Bourbons, Bonaparte et Orléans) et à leurs fils aînés et le service dans les armées françaises auxdites familles. Plusieurs générations de prétendants ont ainsi vécu en exil.
Représentants encore 10 % en 1893 (VIIe législature), les royalistes se rallient en grande majorité à la République et se confondent avec les autres députés conservateurs à partir de 1902 dans la chambre du Bloc des gauches. L’opinion royaliste est alors maintenue dans la publication de périodiques comme la Revue d'Action française (1899) à laquelle succède le quotidien L'Action française de 1908 à 1944.
Depuis cette époque, le monarchisme français est caractérisé par un affaiblissement principalement imputable à la réussite apparente du régime républicain de la Cinquième République qui donne un pouvoir fort au président de la République. Il faut y ajouter un manque de visibilité des divers prétendants, une opinion publique globalement hostile au monarchisme. Enfin, à cela s'ajoutent les rivalités des trois principaux courants, légitimiste, orléaniste et bonapartiste.

## Organisations
Divers groupes et organisations ont vu le jour pour défendre un retour (ou un maintien, selon les époques) de la monarchie en France.
Aujourd’hui, ce sont principalement, pour les orléanistes :
- l’Action française (AF),
- la Nouvelle Action Royaliste (NAR),
- le Groupe d'Action royaliste (GAR),
- l’Institut de la maison royale de France (IMRF),
- Gens de France ;

Pour les légitimistes :
- le Secrétariat de Mgr. Le Duc d'Anjou,
- l’Institut de la Maison de Bourbon (IMB),
- l’Union des Cercles Légitimistes de France (UCLF),
- le Rassemblement démocrate pour la Monarchie (RDM),
- le Mémorial de France à Saint-Denys,
- la Présence du souvenir bourbonien (PSB),
- le Cercle d'action légitimiste (CAL)[7] ;

L'Alliance royale (AR), qui ne se revendique ni orléaniste, ni légitimiste ;
Et pour les bonapartistes :
- France bonapartiste[8],
- le Mouvement bonapartiste[9], allié du parti gaulliste et républicain indépendant l'Union du peuple français,
- Renouveau bonapartiste[10],
- L’Appel au peuple (2021)[11].

## Sondages
Selon des enquêtes d'opinion réalisées par l'institut BVA en 2007 et 2016, 17 % des Français seraient favorables à ce que la fonction de chef de l’État soit un jour assumée par un roi. 80 % y seraient en revanche opposés.
En 2016, c'est auprès des sympathisants des partis d'extrême droite et de droite que l'on trouve le plus fort pourcentage de sondés favorables à la royauté, avec 37 % pour les sympathisants du Front national de Marine Le Pen et 27 % pour ceux des Républicains de Nicolas Sarkozy et Laurent Wauquiez.